# Амат-Маму
Амат-Маму (около 1750 год до н. э.) — сиппарская древневавилонская жрица, известная благодаря написанным ею клинописным таблицам.
Она была жрицей-надиту, жила в гагум, обнесённой стенами территории, в которой жили исключительно женщины, и была одним из восьми храмовых писцов, живших на этой территории.
Амат-Маму работала при царях Хаммурапи, Самсу-илуна и Аби-ешу.

## Память
Фигурирует в «Этаже наследия» — списке из 998 имён мифических и исторических выдающихся женщин в западной цивилизации.